# 位相線型環
数学の函数解析学における位相線型環（いそうせんけいかん、英: topological algebra; 位相多元環、位相代数）は、位相体 K（普通は実数体 R または複素数体 C）上の線型環であって、位相を持ち、その位相のもとで線型環演算（つまり、加法、乗法、スカラー倍）が全て連続となるものを言う。
位相線型環の著しい代表例が函数解析学においてよく知られたバナッハ代数である。単位的かつ結合的な位相線型環は位相環を成す。位相線型環の部分構造としては、閉部分線型環を考えるのが自然である。特に、位相線型環 A の部分集合 S の生成する位相線型環とは、S を含む最小の閉部分線型環、すなわち S を含む閉部分線型環すべての交わりを言う。例えば実数直線 R 内の有界閉区間 I に対して、ストーン–ヴァイアシュトラスの定理を用いれば、恒等函数 idI のみからなる一元集合がバナッハ代数 C(I) を生成することがわかる。
David van Dantzig による造語で、自身の博士論文 (1931) の題目で用いられている。

## 定義
位相体 K に対し、位相 K-線型環 A は、K-線型環であって、以下の写像
- A × A → A; (a, b) ↦ a + b,
- A × A → A; (a, b) ↦ a ⋅ b,
- K × A → A;  (λ, a) ↦ λa

がすべて連続となるものを言う。言い換えれば、位相線型環 A は位相線型空間であって、さらに連続（かつ双線型）な乗法が定義されるものを言う。

## 重要な位相線型環のクラス

### バナッハ代数
もっともよく知られた例はノルム代数、特にバナッハ代数であり、バナッハ代数に対する広汎な理論が既に構築されている。中でも重要な場合として、C*-環（特にフォンノイマン環）や、調和解析における群環 L1(G) などが挙げられる。

### フレシェ代数
フレシェ代数は、劣乗法的半ノルム列 (pn)n に関するフレシェ空間を成すような位相線型環を言う。半ノルムの劣乗法性から乗法の連続性が保証される。 
可分局所コンパクトハウスドルフ空間 X 上定義された複素数値連続函数 X → C 全体の成す C-線型環 C(X) に半ノルム
{\displaystyle p_{n}(f):=\sup _{x\in K_{n}}|f(x)|}
の定める位相を入れたものはフレシェ代数になる。ただし Kn ⊂ X はコンパクト集合列で、各 Kn は Kn+1 の内部に含まれ、かつ X はそれらの合併で被覆されるものとする。このとき C(X) にはコンパクト収束の位相が入るから、Cc(X) とも書かれる。
特に X が Cn の開集合のとき、正則函数全体の成す線型環 H(X) は Cc(X) の部分フレシェ代数になる。これらの代数はノルム付け可能でないから、したがってバナッハ代数にもならない。これらは多変数複素函数論で役を果たす。

### LMC代数
局所乗法的凸線型環 (local multiplicative-convex algebra; LMC代数) は、劣乗法的半ノルムの族によって定義される局所凸位相を備えた線型環である。半ノルムの劣乗法性により乗法の連続性が保証される。完備LMC代数は、アレンス-マイケル分解によって調べることができ、アレンス-マイケル代数とも呼ばれる。
X が位相空間で、C(X) が連続函数 X → K 全体の成す K-代数に各点収束の位相を入れたものとする。各点 x ∈ X に対して px(f) ≔ |f(x)| と置くことにより劣乗法的半ノルムの族が得られるが、X が非可算ならば C(X) はフレシェ代数でない。

### 局所凸代数
位相線型環が局所凸線型環であるとは、その位相が局所凸であるときに言う。LMC代数は定義により局所凸線型環となるが、一般の局所凸線型環ではその位相が必ずしも劣乗法的半ノルム族で生成されなくともよい。
例として、複素係数有理函数体 C(t)（複素係数多項式環 C[t] の商体）を考えよう。自然数 n ≥ 1 に対して函数 wn: Z → R+ を
{\displaystyle w_{n}(k)={\begin{cases}(1-k)^{n(1-k)}&(k\leq -1)\\1&(k=0)\\(1+k)^{-(k+1)/n}&(k\geq 1)\end{cases}}}
と定める。各元 f ∈ C(t) は複素変数函数と解釈することができて、ローラン展開 f(t) = ∑∞
−∞ ak tk を持つことに注意する。いま C(t) 上の半ノルム pn を
{\displaystyle p_{n}(f):=\sum _{k=-\infty }^{\infty }|a_{k}|w_{n}(k),\quad {\text{if }}f(t)=\sum _{k=-\infty }^{\infty }a_{k}t^{k}}
で定めれば、半ノルム列 (pn)n を備えた C(t) は局所凸線型環を成すことが示せるが、これはLMC代数にはならない。

## 性質
バナッハ代数の持つ重要な性質はより一般のクラスに対しては必ずしも期待できない。例えば、バナッハ代数では成り立つ基礎体への準同型が自動的に連続となるという性質（自動連続性 (automatic continuity)）は、フレシェ代数では未解決問題である。バナッハ代数の持つほかの典型的性質も、より一般の状況で要請することにより、位相線型環の更なるクラスを考えることができる。

### Q-代数
単位的位相線型環 A が Q-代数 (Q-algebra) であるとは、A の可逆元全体の成す集合 A−1 が開となるときに言う。単位的位相線型環が Q-代数となるための必要十分条件は、集合 A−1 の内部が空でないことである。Q-代数の各元 a のスペクトル {λ ∈ C  |  λ⋅1 − a ∉ A−1} ⊂ C はコンパクトになる。
任意のバナッハ代数は Q-代数であり、フレシェ代数 Cc(R) は Q-代数でない。

### 連続的反転を持つ代数
単位的位相線型環 A において、反転写像 A−1 → A−1; x ↦ x−1 が連続ならば、A は連続的反転を持つ代数 (Algebra mit stetigen Inversen, algebra with continuous inversion) と言う。先の例では、局所凸代数 C(t) の反転は連続でない。他方、アレンス-マイケル分解を用いて任意のLMC代数が連続的反転を持つことが示せる。

## 注